# Puchar Niemiec w piłce nożnej (1968/1969)
Puchar Niemiec w piłce nożnej mężczyzn 1968/1969 – 26. edycja rozgrywek mających na celu wyłonienie zdobywcy Pucharu Niemiec, który uzyskał tym samym prawo gry w kwalifikacjach Pucharze Zdobywców Pucharów (1969/1970). Tym razem trofeum wywalczył Bayern Monachium. Finał został rozegrany na Waldstadion we Frankfurcie.

## Plan rozgrywek
Rozgrywki szczebla centralnego składały się z 5 części:
- Runda 1: 4 stycznia–13 lutego 1969
- Runda 2: 15 lutego–12 kwietnia 1969
- Ćwierćfinał: 5–23 kwietnia 1969
- Półfinał: 3–13 maja 1969
- Finał: 14 czerwca 1969 roku na Waldstadion we Frankfurcie

## Pierwsza runda
Mecze rozgrywano od 4 stycznia do 13 lutego 1969 roku.
| Drużyna 1                | Wynik      | Drużyna 2             |
| ------------------------ | ---------- | --------------------- |
| Wormatia Worms           | 2:3        | Preußen Münster       |
| Langenhorner TSV Hamburg | 1:2        | Sperber Hamburg       |
| Borussia Mönchengladbach | 5:2        | Hertha BSC            |
| Rot-Weiss Essen          | 1:2        | Werder Brema          |
| SV Alsenborn             | 2:1        | MSV Duisburg          |
| Eintracht Trewir         | 1:3        | 1. FC Nürnberg        |
| Rot-Weiß Oberhausen      | 2:3 (dog.) | Schalke Gelsenkirchen |
| VfL Wolfsburg            | 1:2        | Hamburger SV          |
| Jahn Regensburg          | 0:1        | Alemannia Aachen      |
| Freiburger FC            | 0:1        | FC Kaiserslautern     |
| Arminia Hanower          | 4:0        | FC Schweinfurt 05     |
| VfB Stuttgart            | 1:0        | FC Köln               |
| Eintracht Brunszwik      | 1:0        | TSV 1860 Monachium    |
| Bayern Monachium         | 0:0 (dog.) | Kickers Offenbach     |
| Eintracht Frankfurt      | 6:2        | Borussia Dortmund     |
| Wacker 04 Berlin         | 1:4        | Hannover 96           |

### Mecze powtórzone
| Drużyna 1         | Wynik | Drużyna 2        |
| ----------------- | ----- | ---------------- |
| Kickers Offenbach | 0:1   | Bayern Monachium |

## Druga runda
Mecze rozgrywano od 15 lutego do 23 kwietnia 1969 roku.
| Drużyna 1             | Wynik      | Drużyna 2                |
| --------------------- | ---------- | ------------------------ |
| Hamburger SV          | 2:0 (dog.) | Borussia Mönchengladbach |
| Alemannia Aachen      | 2:0        | Preußen Münster          |
| Bayern Monachium      | 1:0        | Arminia Hanower          |
| Schalke Gelsenkirchen | 3:1        | SV Alsenborn             |
| FC Kaiserslautern     | 1:0        | Eintracht Frankfurt      |
| Werder Brema          | 5:0        | Eintracht Brunszwik      |
| Hannover 96           | 2:2 (dog.) | VfB Stuttgart            |
| Sperber Hamburg       | 0:0 (dog.) | 1. FC Nürnberg           |

### Mecze powtórzonee
| Drużyna 1      | Wynik | Drużyna 2       |
| -------------- | ----- | --------------- |
| VfB Stuttgart  | 0:1   | Hannover 96     |
| 1. FC Nürnberg | 7:0   | Sperber Hamburg |

## Ćwierćfinały
Mecze rozgrywano od 5 do 23 kwietnia 1969 roku.
| Drużyna 1             | Wynik | Drużyna 2        |
| --------------------- | ----- | ---------------- |
| Hamburger SV          | 0:2   | Bayern Monachium |
| Schalke Gelsenkirchen | 2:0   | Alemannia Aachen |
| FC Kaiserslautern     | 3:0   | Werder Brema     |
| 1. FC Nürnberg        | 1:0   | Hannover 96      |

## Półfinały
Mecze rozgrywano od 3 do 12 maja 1969 roku.
| Drużyna 1         | Wynik      | Drużyna 2             |
| ----------------- | ---------- | --------------------- |
| Bayern Monachium  | 2:0        | 1. FC Nürnberg        |
| FC Kaiserslautern | 1:1 (dog.) | Schalke Gelsenkirchen |

### Mecze powtórzone
| Drużyna 1             | Wynik | Drużyna 2         |
| --------------------- | ----- | ----------------- |
| Schalke Gelsenkirchen | 3:1   | FC Kaiserslautern |

## Finał
| 14 czerwca 1969 16:00 CEST | Bayern Monachium · Müller 12' 35' | 2:1Raport | Schalke Gelsenkirchen · 20' Pohlschmidt | Waldstadion, Frankfurt Widzów: 60 000 Sędzia: Helmut Fritz (Oggersheim) |
|                            |                                   |           |                                         |                                                                         |

| Bayern Monachium | Schalke Gelsenkirchen |

| BAYERN MONACHIUM: |   |                          |
|                   |   |                          |
| BR                | 1 | Sepp Maier               |
| OB                |   | Werner Olk (c)           |
| OB                |   | Peter Pumm               |
| OB                |   | Hans-Georg Schwarzenbeck |
| OB                |   | Franz Beckenbauer        |
| PO                |   | Helmut Schmidt           |
| PO                |   | Franz Roth               |
| PO                |   | August Starek            |
| NA                |   | Rainer Ohlhauser         |
| NA                |   | Gerd Müller              |
| NA                |   | Dieter Brenninger        |
| Trener:           |   |                          |
| Branko Zebec      |   |                          |

| SCHALKE GELSENKIRCHEN: |   |                        |  |     |
|                        |   |                        |  |     |
| BR                     | 1 | Norbert Nigbur         |  |     |
| OB                     |   | Hans-Jürgen Becher     |  | 60' |
| OB                     |   | Manfred Kreuz          |  |     |
| OB                     |   | Klaus Fichtel          |  |     |
| OB                     |   | Klaus Senger           |  |     |
| PO                     |   | Gerhard Neuser         |  |     |
| PO                     |   | Heinz van Haaren       |  | 76' |
| PO                     |   | Hermann Erlhoff        |  |     |
| NA                     |   | Hans-Jürgen Wittkamp   |  |     |
| NA                     |   | Manfred Pohlschmidt    |  |     |
| NA                     |   | Reinhard Libuda        |  |     |
| Zmiany:                |   |                        |  |     |
| OB                     |   | Waldemar Słomiany      |  | 76' |
| OB                     |   | Jürgen-Michael Galberz |  | 60' |
| Trener:                |   |                        |  |     |
| Rudi Gutendorf         |   |                        |  |     |

| Puchar Niemiec w piłce nożnej 1968–1969 Zwycięzcy |
| ------------------------------------------------- |
| Bayern Monachium 4. Tytuł                         |